# كريستوفر آدمسون
كريستوفر آدمسون (بالإنجليزية: Christopher Adamson)‏ (و. – م) هو ممثل، من الولايات المتحدة الأمريكية.

## وصلات خارجية
- كريستوفر آدمسون على موقع IMDb (الإنجليزية)
- كريستوفر آدمسون على موقع ألو سيني (الفرنسية)
- كريستوفر آدمسون على موقع أول موفي (الإنجليزية)
- كريستوفر آدمسون على موقع قاعدة بيانات الأفلام السويدية (السويدية)
- كريستوفر آدمسون على موقع قاعدة بيانات الفيلم (الإنجليزية)